# Helenów
Helenów [pronunciación en polaco: /xɛˈlɛnuf/] es un pueblo ubicado en el distrito administrativo de Gmina Ozorków, dentro del condado de Zgierz, Voivodato de Łódź, en el centro de Polonia. Se encuentra a unos 3 kilómetros al sureste de Ozorków, a 14 kilómetros al noroeste de Zgierz, y a 22 kilómetros al noroeste de la capital regional Łódź .
El pueblo tiene una población de 170 habitantes.